# Bahnhof Cham ZG
| ZG ist das Kürzel für den Kanton Zug in der Schweiz. Es wird verwendet, um Verwechslungen mit anderen Einträgen des Namens Bahnhof Cham zu vermeiden. |

Der Bahnhof Cham ist ein Bahnhof in der politischen Gemeinde Cham im Kanton Zug an der Bahnstrecke Zug–Luzern. Er wurde 1864 eröffnet und wird von S-Bahnzügen der Stadtbahn Zug sowie zu Randzeiten von Fernverkehrszügen bedient. Direkt beim Bahnhof liegt zudem ein Knotenpunkt im Streckennetz der Zugerland Verkehrsbetriebe (ZVB).

## Geschichte

Bahnseite (1959)

Der Bahnhof Cham wurde 1864 eröffnet und lag an der Bahnlinie von Zug nach Luzern. Die Strecke von Luzern nach Zürich führte zum damaligen Zeitpunkt noch über Affoltern am Albis und wurde durch die Schweizerische Nordostbahn (NOB) betrieben.

Ehemaliges Stationsgebäude in Bäch (1963)

Chams erstes Bahnhofsgebäude wurde vom Architekten der Ost-West-Bahn, Paul Adolphe Tièche, entworfen. Deren Nachfolgegesellschaft, die Schweizerische Nordostbahn, übernahm das Projekt und liess es durch Jakob Friedrich Wanner ausführen. 1893 wurde das Bahnhofsgebäude abgebaut, eingelagert und 1900 in Bäch am Zürichsee wieder aufgebaut. An seiner Stelle wurde in Cham durch die Schweizerische Nordostbahn der zweite Bahnhof erstellt, welcher heute noch besteht.

## Verkehr

### Stadtbahn Zug
Der Bahnhof Cham wird durch die S1 der Stadtbahn Zug bedient:
- S 1 Baar – Rotkreuz (– Luzern – Sursee)

### Fernverkehr
In Randzeiten halten am Bahnhof Cham auch Züge der Fernverkehrs:
- Zürich Flughafen – Luzern (morgens Richtung Zürich, abends Richtung Luzern)
- Zürich HB – Zug – Luzern (Nachtzug, verkehrt in den Nächten Fr/Sa und Sa/So)

### Busverkehr
Der Bahnhof Cham bildet einen zentralen Knoten im Netz der Zugerland Verkehrsbetriebe.

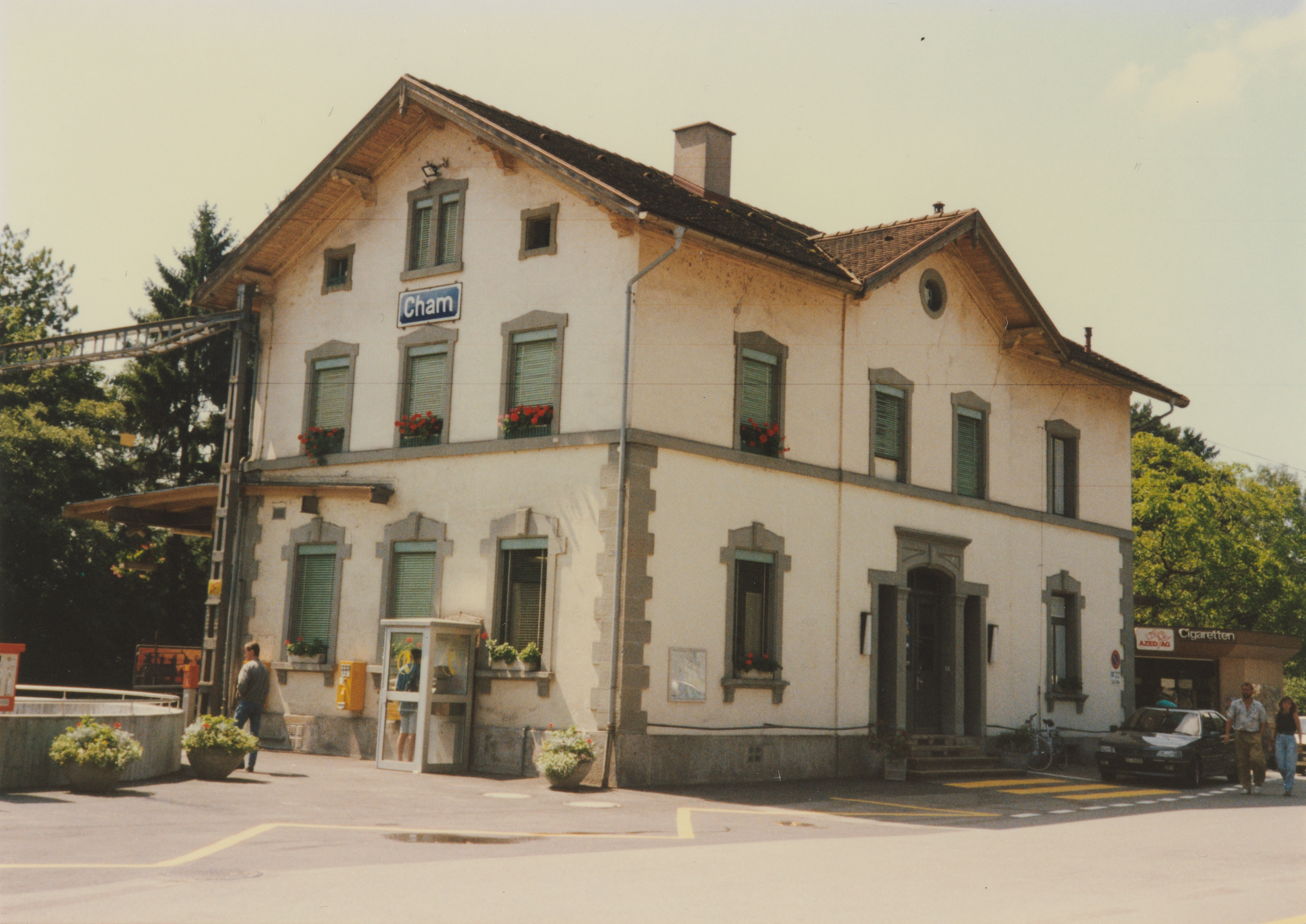
Stationsgebäude Strassenseite 1991